# Alubavikothur, Malur
Alubavikothur là một làng thuộc tehsil Malur, huyện Kolar, bang Karnataka, Ấn Độ.